# Rhizobia

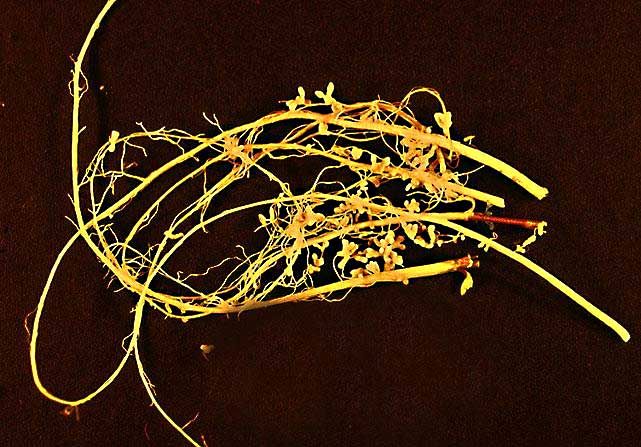
Nốt sần ở rễ cây đậu, mỗi nốt chứa hàng tỷ vi khuẩn Rhizobia.

Rhizobia (ri-zô-bi-a) là nhóm các vi khuẩn cố định nitơ nội cộng sinh trong các nốt sần của rễ cây họ đậu (Fabaceae). Các vi khuẩn này có gen mã hoá nitrôgenaza là nhóm enzim duy nhất hiện nay được biết có khả năng "bẻ gãy" ba liên kết bền vững giữa hai nguyên tử nitơ cấu thành một phân tử N2. Đó là khả năng duy nhất trên thế giới hiện nay, mà không sinh vật nào có được và con người chưa thực hiện được.
Trong tiếng Việt thông thường, rhizobia đã được gọi là vi khuẩn cố định đạm. Nói chung, chúng là vi khuẩn hình que, gram âm, có thể di động, không sinh bào tử.

## Lịch sử
Loài rhizobia đầu tiên được tìm thấy, có tên khoa học là Rhizobium leguminosarum, được xác định vào năm 1889, và tất cả các loài tiếp theo được đặt vào thuộc chi Rhizobium. Hầu hết các nghiên cứu đã được thực hiện trên cây trồng và thức ăn gia súc, các loại đậu như cỏ ba lá, cỏ linh lăng, đậu, đậu Hà Lan, và đậu nành; các nghiên cứu nhiều hơn gần đây đang được thực hiện trên cây họ đậu Bắc Mỹ.

## Phân loại
Rhizobia là một nhóm chi paraphyobic rơi vào hai nhóm proteobacteria — alphaproteobacteria và betaproteobacteria. Như được hiển thị dưới đây, hầu hết vi khuẩn này thuộc về Rhizobiales, nhưng một số rhizobia được phát hiện theo thứ tự vi khuẩn khác nhau của proteobacteria.. 
| α-proteobacteria Rhizobiales Bradyrhizobiaceae Bosea B. lathyri B. lupini B. robiniae Bradyrhizobium B. arachidis B. canariense B. cytisi B. daqingense B. denitrificans B. diazoefficiens B. elkanii B. huanghuaihaiense B. iriomotense B. japonicum B. jicamae B. lablabi B. liaoningense B. pachyrhizi B. rifense B. yuanmingense Brucellaceae Ochrobactrum O. cytisi O. lupini Hyphomicrobiaceae Devosia D. neptuniae Methylobacteriaceae Methylobacterium M. nodulans Microvirga M. lotononidis M. lupini M. zambiensis | Phyllobacteriaceae Aminobacter A. anthyllidis Mesorhizobium M. abyssinicae M. albiziae M. alhagi M. amorphae M. australicum M. camelthorni M. caraganae M. chacoense M. ciceri M. gobiense M. hawassense M. huakuii M. loti M. mediterraneum M. metallidurans M. muleiense M. opportunistum M. plurifarium M. qingshengii M. robiniae M. sangaii M. septentrionale M. shangrilense M. shonense M. tamadayense M. tarimense M. temperatum M. tianshanense Phyllobacterium P. ifriqiyense P. leguminum P. sophorae P. trifolii | Rhizobiaceae Rhizobium R. alamii R. cauense R. cellulosilyticum R. daejeonense R. etli R. fabae R. gallicum R. grahamii R. hainanense R. halophytocola R. indigoferae R. leguminosarum R. leucaenae R. loessense R. lupini R. lusitanum R. mesoamericanum R. mesosinicum R. miluonense R. mongolense R. multihospitium R. oryzae R. petrolearium R. phaseoli R. pisi R. qilianshanense R. sullae R. taibaishanense R. tibeticum R. tropici R. tubonense R. vallis R. yanglingense Agrobacterium A. nepotum A. pusense Allorhizobium A. undicola | Pararhizobium P. giardinii P. helanshanense P. herbae P. sphaerophysae Neorhizobium N. alkalisoli N. galegae N. huautlense N. vignae Shinella S. kummerowiae Sinorhizobium/Ensifer S. abri E. adhaerens S. americanum S. arboris S. chiapanecum S. fredii E. garamanticus S. indiaense S. kostiense S. kummerowiae S. medicae S. meliloti E. mexicanus E. numidicus E. psoraleae S. saheli E. sesbaniae E. sojae S. terangae Xanthobacteraceae Azorhizobium A. caulinodans A. doebereinerae | β-proteobacteria Burkholderiales Burkholderiaceae Burkholderia B. dolosa Cupriavidus C. taiwanensis Paraburkholderia P. caribensis P. diazotrophica P. dilworthii P. mimosarum P. nodosa P. phymatum P. piptadeniae P. rhynchosiae P. sabiae P. sprentiae P. symbiotica P. tuberum |

## Tầm quan trọng trong nông nghiệp

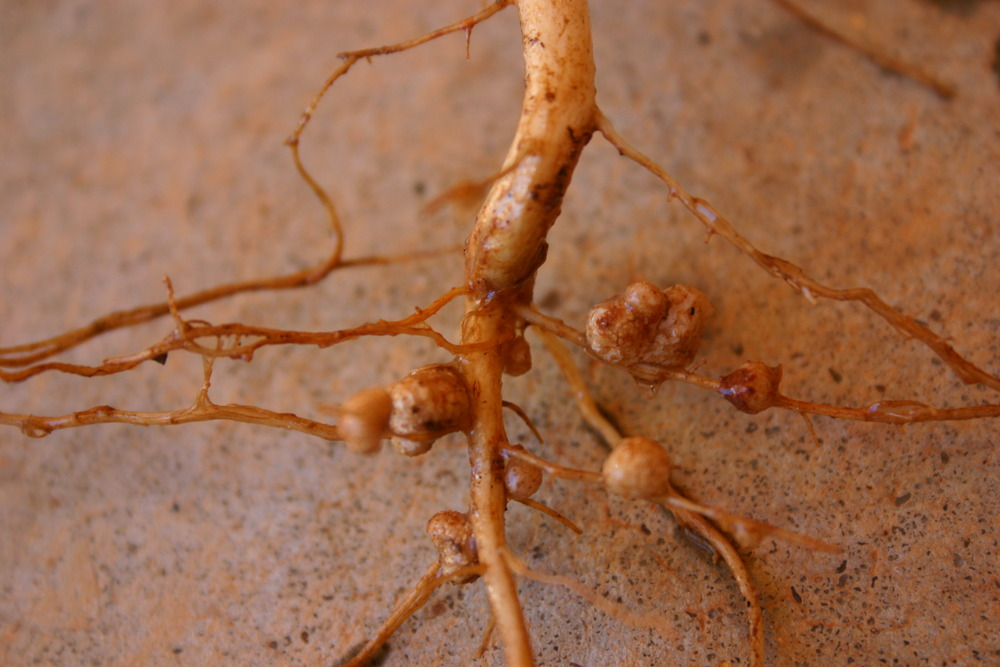
Rhizobia nốt trên Vigna unguiculata

Các chủng rhizobia cụ thể được yêu cầu để tạo ra các nốt chức năng trên rễ có thể cố định N 2. Có hiện tượng rhizobia cụ thể này rất có lợi cho cây họ đậu, vì sự cố định N 2 có thể làm tăng năng suất cây trồng trong sản xuất nông nghiệp. Cấy vi khuẩn rhizobia có xu hướng tăng năng suất.